# South Ealing (Metropolitano de Londres)
South Ealing é uma estação do Metrô de Londres no borough londrino de Ealing. A estação fica no ramal do Aeroporto de Heathrow da linha Piccadilly, entre as estações Acton Town e Northfields. Ele está localizado na South Ealing Road e na Zona 3 do Travelcard.

## Informações da estação
A estação de metrô South Ealing possui uma sala de espera.
A estação não oferece acesso sem degraus do trem ou da plataforma ao nível da rua.
Como todas as outras estações do Metrô de Londres, South Ealing tem uma obra de arte Labyrinth de Mark Wallinger, em vigor desde 2013.

### Conexões
A rota 65 dos ônibus de Londres e a rota noturna N65 atendem a estação diretamente, com as rotas E3 e N11 parando nas proximidades.

## História
A estação South Ealing foi inaugurada como uma parada na District Railway (mais tarde District line) em 1 de maio de 1883. Esses trens eram inicialmente movidos a vapor, mas a linha está eletrificada desde 1905.
A estação é servida pela linha Piccadilly desde 29 de abril de 1935. Foi modernizado entre 1935 e 1936, com a substituição dos edifícios originais, a plataforma leste recebendo uma nova cobertura de concreto e sala de espera e instalação de iluminação elétrica.
O serviço de linha District foi retirado em 1964.
O edifício da estação foi novamente substituído em 1983. Foi remodelado mais uma vez em 2006.

## Galeria

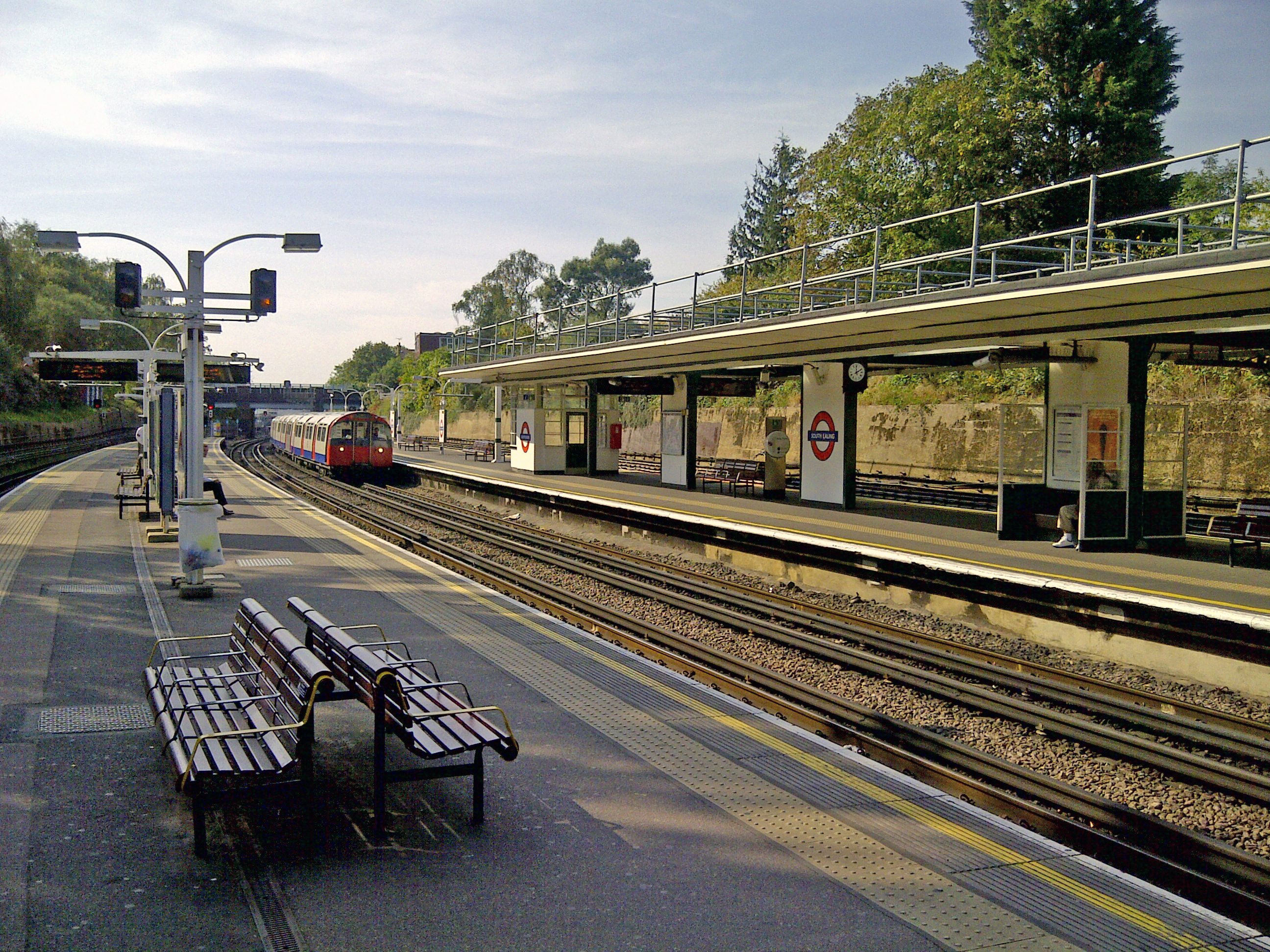
Piccadilly Line train approaching South Ealing
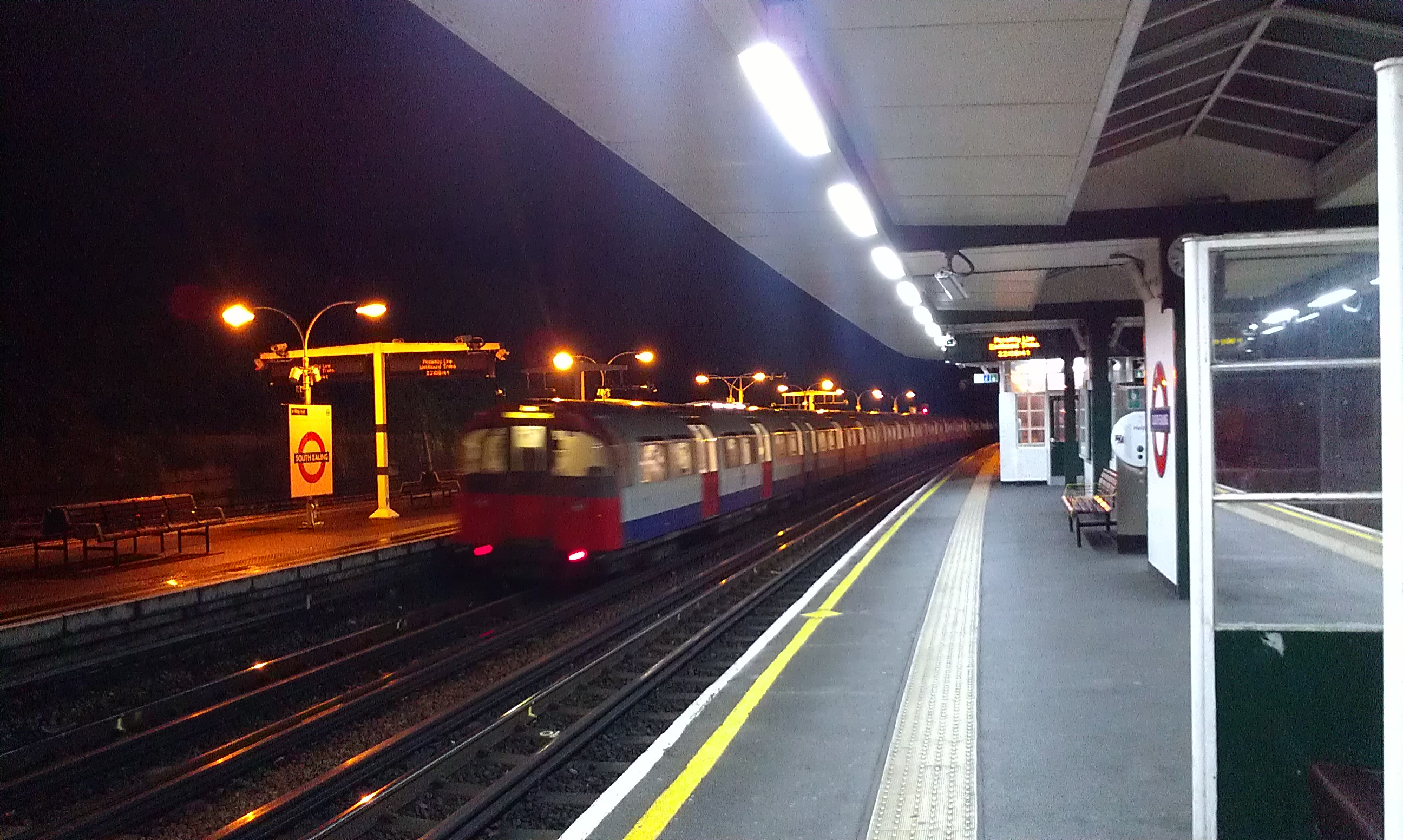
Piccadilly Line train leaving South Ealing, headed westwards.
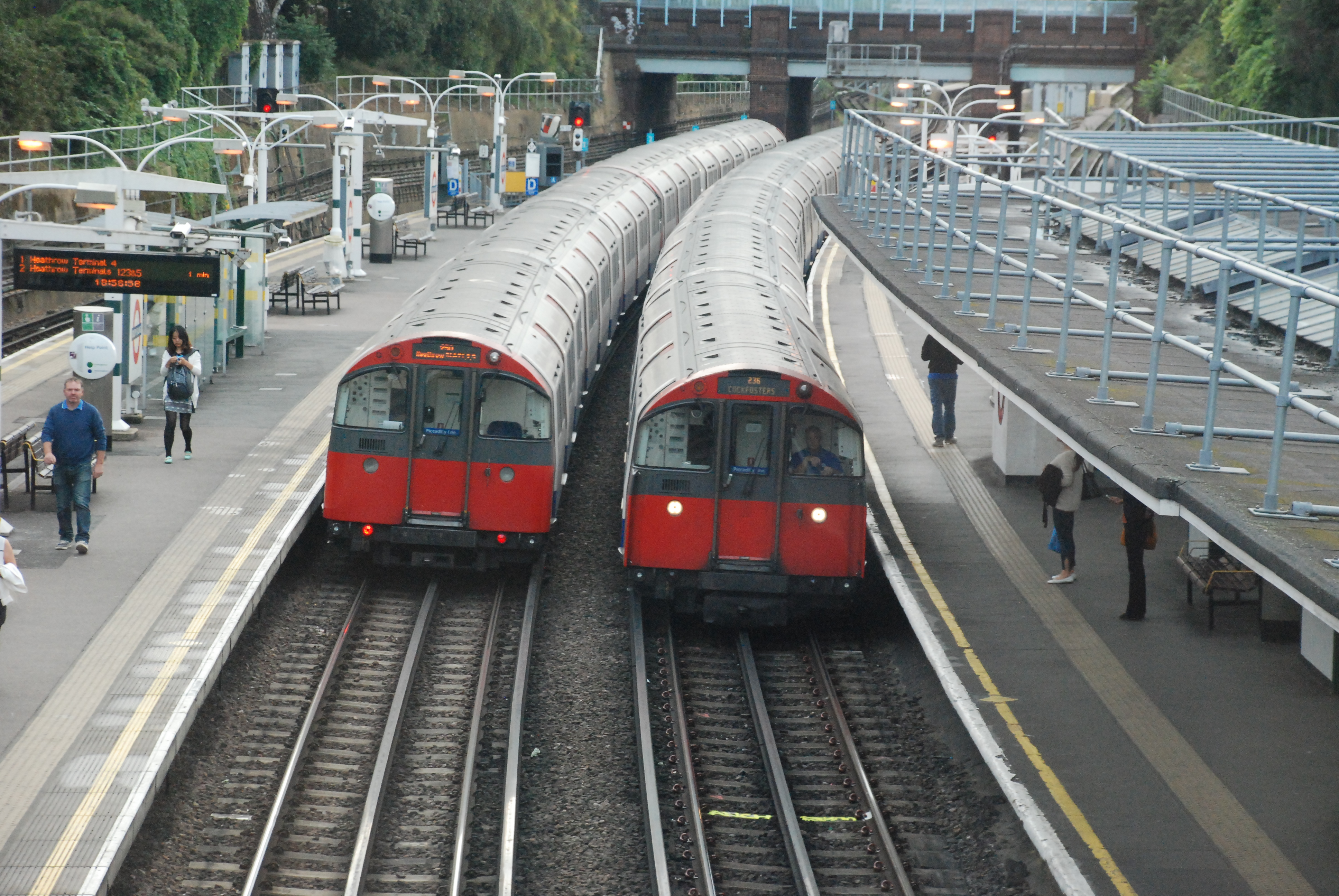
1973 Stock passing.
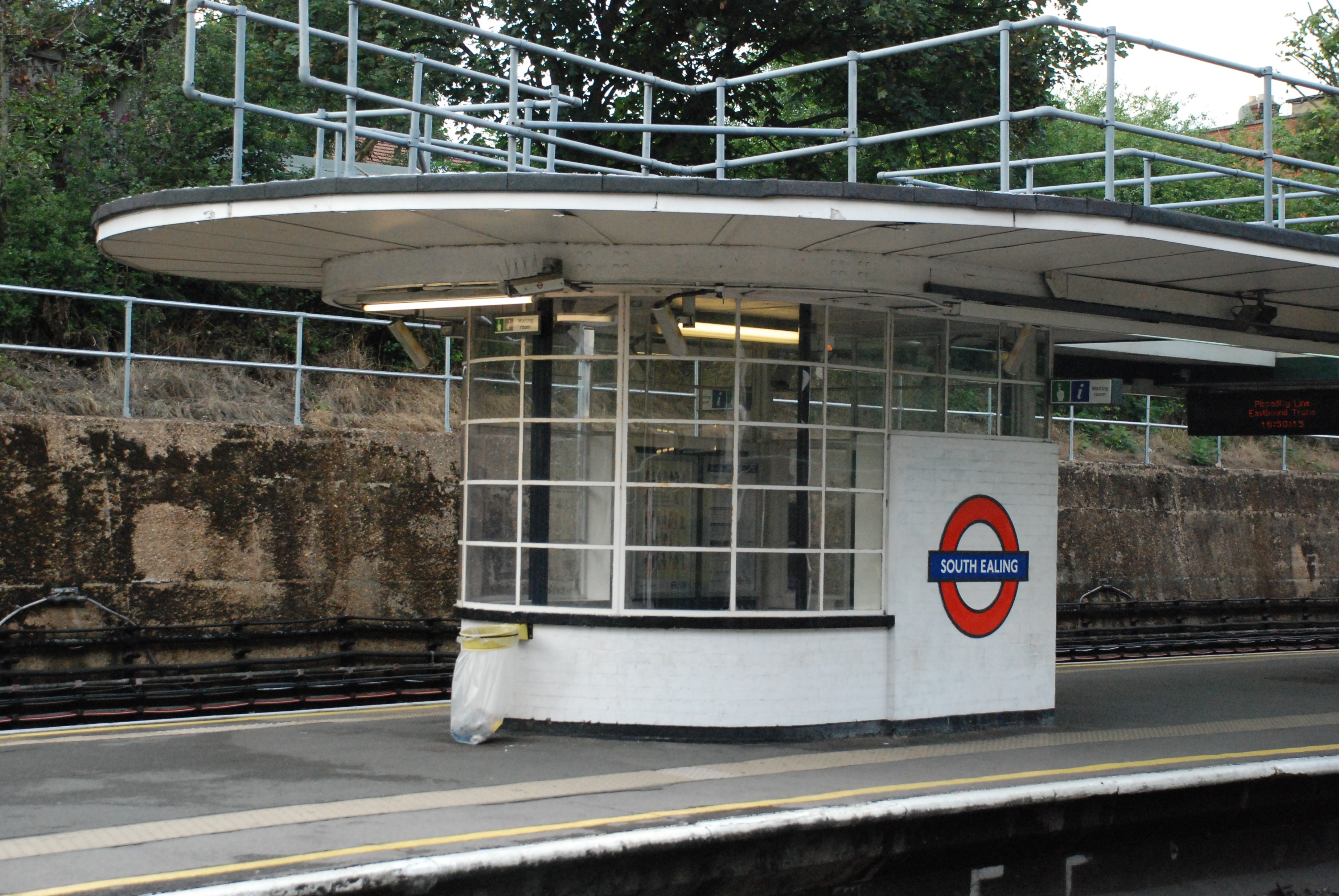
Eastbound platform building.
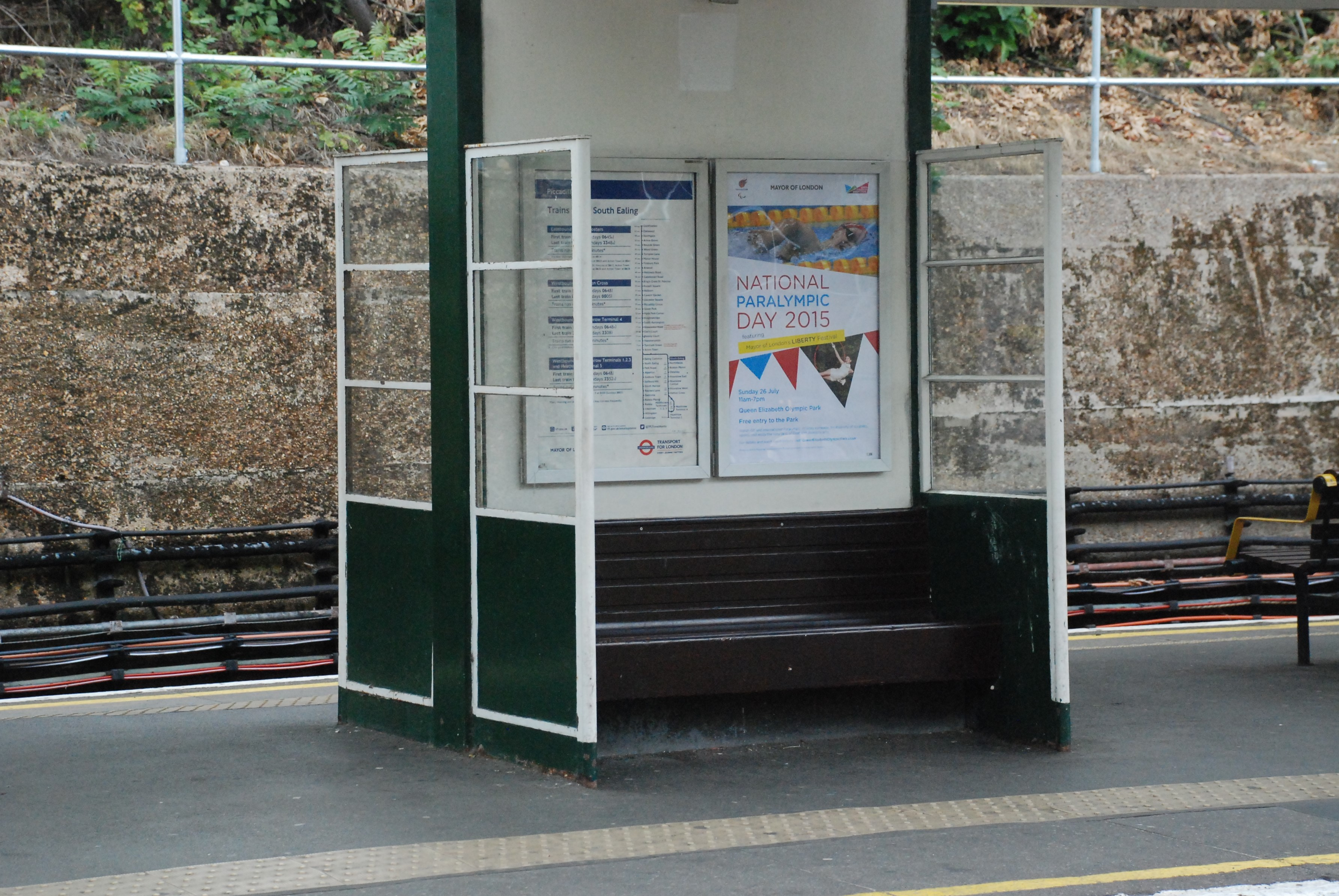
Waiting enclosure of glass & metal.